# Битва при Мілах
Битва при Мілах — перша велика морська битва в Першій Пунічній війні між Карфагеном та Римською республікою, що відбулась у 260 році до н. е. поблизу острова Сицилія.
Для Риму, який до того не мав традицій мореплавства і власного військового флоту це була перша велика перемога на морі в його історії, яка поставила крапку на Середземноморській гегемонії Карфагену. Перемога була здобута завдяки новій тактиці абордажу, що передбачала використання численної морської піхоти (маніпуларіїв) і застосування нового технічного винаходу — абордажного «ворона».

## Характеристика сил Риму та Карфагену

### Карфаген

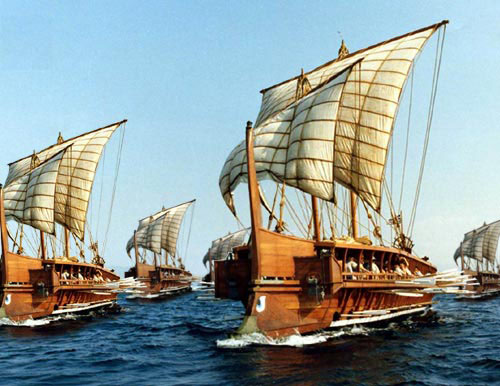
Вигляд триреми на час Пунічних війн

Карфагеняни були нащадками славнозвісних мореплавців — фінікійців, від яких вони, свого часу, отримали найновіші морські технологічні досягнення, які продовжували вдосконалювати століттями. Також карфагеняни переймали досвід греків у будуванні кораблів військового призначення. Достатньо рано у них з'явились на озброєнні пентеконтери, а у IV ст. до н. е. більш важчі та боєздатні — триреми та квінквіреми (інколи їх називають в джерелах пентерами).
Римський історик Полібій писав, що в ІІІ ст. до н. е. основним військовим кораблем Карфагену була квінквірема. Флагманом карфагенського флоту слугував нещодавно добутий у Пірровій війні поблизу Сицилії «семирядний». Проте не варто думати, що він мав аж сім рядів весел, бо сьогодні відомо, що навіть найбільші військові судна, мали не більше як три горизонтальних рядів весел. Тому число «сім» варто сприймати як кількість людей, що могла керувати одним веслом. Щодо будови кораблів, то трирема мала 170 весел, до того ж 62 гребців розміщувалися на верхньому ярусі, і відповідно по 54 — на кожному із нижчих ярусів. Тож на кожне весло приходилося по двоє гребців. Якщо звернути увагу на будову квінквіреми, то можна спостерегти, що весла тут розміщувалися трьома, а не двома рядами. Цікаво, що на верхніх ярусах на одне весло розміщувалися по двоє гребців, натомість на нижній тільки по одному. Оскільки екіпаж судна нараховував приблизно 200 осіб, із яких відповідно 170 були гребцями, а інші 30 офіцери та персональний склад, то можна зробити наступне вірогідне припущення. Екіпаж квінквіреми нараховував 300 осіб, із яких 270 були гребцями, ті хто працюють на веслах (а їх було 158) були розподілені наступним чином: 58 на верхньому, 54 на середньому та 46 на нижньому. Римський історик Полібій стверджував, що на борту карфагенського флоту із 350 кораблів могло перебувати приблизно 150 000 осіб. Щодо екіпажу, то історик притримувався прикладу римської команди: біля 300 моряків та 120 воїнів.

### Рим
Відомо, що римська держава не була морською як Карфаген, натомість вона мала статус аграрної. Тому флот не був пріоритетом в цій державі. Проте на передодні війни основними лінійними судами римського флоту протягом 3-1 ст. до н.е. були пентери (квінкверми), тетрери (квадриреми) та триєри (триреми). Щодо будову кораблів то німецький військовий історик Марквардт зазначав, що пентери мали 51,2 метри в довжину, 5,5 – 8 метрів в ширину, кількість гребців сягала 310 осіб, солдат – 18, офіцерів та рабів – 47. Тож загальне число екіпажу – 375. Триреми мали 45,4 метра в довжину, 4,3-5,5 метрів в ширину, кількість гребців сягала 174 осіб, солдат – 10, офіцерів та рабів – 41. Тож тут загальне число екіпажу становило 225 осіб. Полібій у своїй праці зазначав, що римляни створили свій флот на зразок того карфагенського бойового корабля, що був викинутий берег. Проте історик Альфред Штінцель вважав, що римляни й до того знали як створювати кораблі такого типу, також вони мали змогу будувати їх в декілька разів швидше ніж карфагеняни. Таким чином римляни протягом двох місяців збудували 120 кораблів. Як Карфаген, так і Рим застосовували традиційну тактику битв на морі  для античного Середземномор’я, яка полягала у застосуванні тарану та включала дві основні дії, «прорив» та  «флангова атака». Тож тепер, коли ми знаємо озброєння двох держав, то варто перейти до опису самої битви.

## Передумови бою
Натхнені успіхом у битві за Агригентум, римляни прагнули завоювати всю Сицилію, але для цього потрібна морська сила. Для того, щоб кинути виклик уже видатним карфагенським військово-морським силам, Рим побудував флот зі ста кінкремерів і двадцяти трирем. Відомий грецький історик Полібій писав, що Рим використовував зруйнований карфагенський квінкерем, захоплений у Мессіні, як модель для всього флоту, і що в іншому випадку римляни не мали б підстав для проектування. Однак це, можливо, було перебільшенням, оскільки римляни також позичали грецькі квінкреми раніше в 264 році.
Збройні сили Римської республіки очолили два консули — Гней Корнелій Сципіон Азіна та Гай Дуілій. Було вирішено, що першим керуватимуть флотом і Дуїлій буде командувати армією. 
Корнелій розділив флот і на чолі невеликого передового загону з 17 кораблів швидше прибув у Мессану, а потім, не чекаючи решти флоту, вирушив на Ліпарські острови, мешканці яких прислали посланця з бажанням перейти під владу Риму. По прибуттю на острови, флотилія Корнелія зненацька була блокована карфагенським флотом Ганібала Гіскона, в результаті паніки серед римлян, їх кораблі були захоплені без бою, а частина екіпажів потрапила в полон. Корнелій за це отримав прізвисько «Азіна», тобто «віслюк». Переможцем тут був той самий Ганнібал, який відступив після завоювання Агрігентуму, але не той відомий Ганнібал, який набагато пізніше вторгнеться в Італію під час Другої Пунічної війни. 
Дізнавшись про поразку і полон іншого консула, Дуілій залишив легіони трибунам, очолив основний флот зі 103-х кораблів, що лишилися. Римляни усвідомлювали свої слабкі позиції на морі, особливо після інциденту на островах Ліпар. Тому вони будували абордажного ворона. Достеменно невідомо, хто був винахідником даної конструкції, але є припущення, що це був Архімед із Сиракуз.

## Перебіг бою

Будова «ворона»

Головні сили римського флоту, які очолив Гай Дуілій, чисельністю в 130 кораблів рухалися повз північного узбережжя Сицилії до міста Панармо, де мав перебувати морські Карфагену. Натомість Ганнібал, очолюючи карфагенський флот з чисельністю в 120-130 кораблів, рухався на зустріч римлянам. Вже відомо, що вони зустрілися біля мису Міли, де власне і відбувся битва. Карфагенський флотоводець не виставляв розвідників у перед, його флот також не мав певного бойового порядку, що потім буде однією із причин поразки. Перед боєм його сили розділилися, Ганнібал, очолюючи тільки 30 кораблів, бо решта його сил опинилась далеко позаду, сміливо кинувся на римський флот. Так як не було чіткого бойового порядку у пунів, Гай Дуілій зберігав спокій, який допоміг йому у принітті стратегічних рішень. Римляни усвідомлювали, що на морі Карфаген має перевагу, проте якби можна було перенести битву на сушу, то можна було б застосувати сухопутні сили Риму, які були значно кращі за карфагенські. Карфагеняни, що наближались до ворожого флоту помітили, що вій прямує на них у чіткому строю, на бортах яких були «ворони». Це викликало сміх у пунійців, вони не тільки прийняли жодних мір, щоб протидіяти цим раніше не баченим конструкціям, а це викликало у них насмішку над супротивником, і саме це завадило сприйняти його як реальну загрозу для власних морських сил. І як тільки кораблі зіштовхнулись носами, то римляни одразу задіяли свою зброю. Коли «ворон» упускався на палубу, то він опускав абордажний міст, по якому вривались на ворожий корабель тяжкоозброєні легіонери із прямокутними великим щитами та шоломами , що робили їх  повністю захищеними від стрільців пунів,  легіонери винищували всіх на судні без винятку лише зрідка беручи когось у полон. З якої б сторони карфагеняни не атакували б корабель римлян, навіть зі місця де розташовані весла у корабля, щоб їх обламати, то вони потрапляли у паску римлян. Ці тяжкі абордажні містки падали та пробивали палубу. А так як карфагеняни поступалися римлянам у рукопашному бою, то результат бою був вирішений тоді як тільки «ворон», опинявся на палубі карфагенського корабля. Всі 30 суден, включаючи флагманський корабель, були потоплені або захоплені. Ганнібал на шлюпці покинув місце бою, і він аж ніяк не хотів визнавати свою поразку. Він наказав решті флоту обходити римські сили з флангів, бо їх кораблі були менш швидші за карфагенські. Проте на жаль для Ганнібала ці кораблі, що разу натикалися на абордажні мости.  Втративши надію на перемогу, адмірал наказав відступати, і Гай Дуілій не міг цьому перешкодити, через відсутність такої швидкості як у недруга. Так Рим, який мав більше як людських так і матеріальних ресурсів для ведення війни. здобув у першій морській битві перемогу над Карфагеном, що століттями був «королем морів». Ця перемога вплинула на подальший перебіг війни, бо тепер Карфаген, виходячи у відкрите море, не міг почувати себе у повній безпеці. Бо відтепер у Середземному морі з’явилась нова держава, що має потужніший флот.

## Значення та наслідки бою
Після бою Ганнібал наказав одну із своїх бійців до Карфагену, щоб той зміг переконати сенат, що цей бій був необхідний. Так Діодор Сицилійський говорить нам: 
|  | Що Ганнібал наказав йому запитати, який був би наказ ради, якщо він мав при собі флот із 200 кораблів, чи повинені він вступати у бій з римлянами, що мали тільки 120 кораблів. Вони одноголосно відповіли, що так. Тож саме тому Ганнібал прийняв бій і був розбитий |

. Тепер римляни могли не тільки відбивати флот недруга, що грабував узбережжя, а й запезпечити підтримку сухопутних операцій на Сицилії, і погрожувати іншим територіям Карфагену, як в Лівії, так і на Корсиці та Сардинії. Перемога Гая Дуілія  засвідчила, що відтепер Рим буде воювати успішно як на суші так і на морі. Гай Дуілій, прибувши до Риму, був першим із флотоводців удостоєним тріумфом. Також в честь великою морської перемоги на римському форумі було встановлено колонну, яка була прикрашена носами трофейних носів кораблів Карфагену. Причиною поразки Карфагену була його самовпевненість у власних силах і недооцінка римських. Також варто додати, що використовування римлянами «ворона» фактично вирішила весь перебіг бою.  Адже цей абордажний міст дозволив повністю паралізувати будь-який корабель карфагенян, а легіонери переходячи на інше судно виконували те, що вони вміли найкраще. За оцінками джерел, а саме Полібія, карфагеняни втратили 44 корабля і 10 тис. загиблими. Втрати Риму склали 11 кораблів та 1.5 тис. загиблими.  Тобто з цих цифр стає зрозуміло, що перемога римлян є значною.

## Рекомендована література
- A.Stenzel — H.Kirchoff, Seekriegsgeschichte in ihren wichtingsten Abschnitten mit Berucksichtigung der Seetaktik, sv. I—VI, Hannover, 1907.-1911.
- Cartwright, Mark. Carthaginian Naval Warfare (англ.). Ancient History Encyclopedia (9 June 2016)
- Casson, Lionel. Ships and Seafaring in ancient times. — Austin: University of Texas Press, 1994. — P. 84. — 160 p. — ISBN 0-292-71162-X.
- Delbruck, H. Geschichte der Kriegskunst im Rahmen der politischen Geschichte. — Berlin: Georg Stilke, 1921.
- J.F. Lazenby, The First Punic War, p. 70
- Joachim Marquardt, Römische staatsverwaltung, 1884.
- Murray, William M. The Age of Titans: The Rise and Fall of the Great Hellenistic Navies. — New York: Oxford University Press, 2012. — P. 7—8. — 356 p. — ISBN 978-0-19-538864-0.
- T.A. Dorey and D.R. Dudley, Rome against Carthage, p. 8
- Дриди, Эди. Морской флот // Карфаген и Пунический мир = Carthage et Le Monde Punique. — М.: Вече, 2008. — 400 с. — (Гиды цивилизаций). — ISBN 978-5-9533-3781-6.
- Коггинс, Джек. Оружие времен Античности. Эволюция вооружения Древнего мира = Soldiers And Warriors: An Illustrated History. — М.: Центрполиграф, 2009. — С. 99. — 220 с. — ISBN 978-5-9524-4187-3.
- Коннолли, Питер. Гавани; Флот Карфагена // Греция и Рим. Энциклопедия военной истории. — М.: ЭКСМО-Пресс, 2000. — 320 с. — ISBN 5-04-005183-2.
- Пономарьов В. Т. Історія Стародавнього світу. — Донецьк: ТОВ «ВКФ БАО», 2014. — 256 с. : іл. ISBN 978-966-481-980-7.
- Родинов Е. Пунические войны. — Спб.: Изд-во С. Петерб. ун-та, 2005. — 626 с. (Серия «Res militaris») ISBN 5-288-03650-0.
- Родионов Е. А. Флот Карфагена // Воины Карфагена. Первая полная энциклопедия Пунических войн. — М.: Эксмо—Яуза, 2017. — 480 с. — (Лучшие воины в истории). — ISBN 978-5-699-99485-4.
- Шифман И. Ш. Карфаген. — СПб.: Издательство Санкт-Петербургского университета, 2006. — 518 с. — ISBN 5-288-03714-0.